# Yuba (rivier)

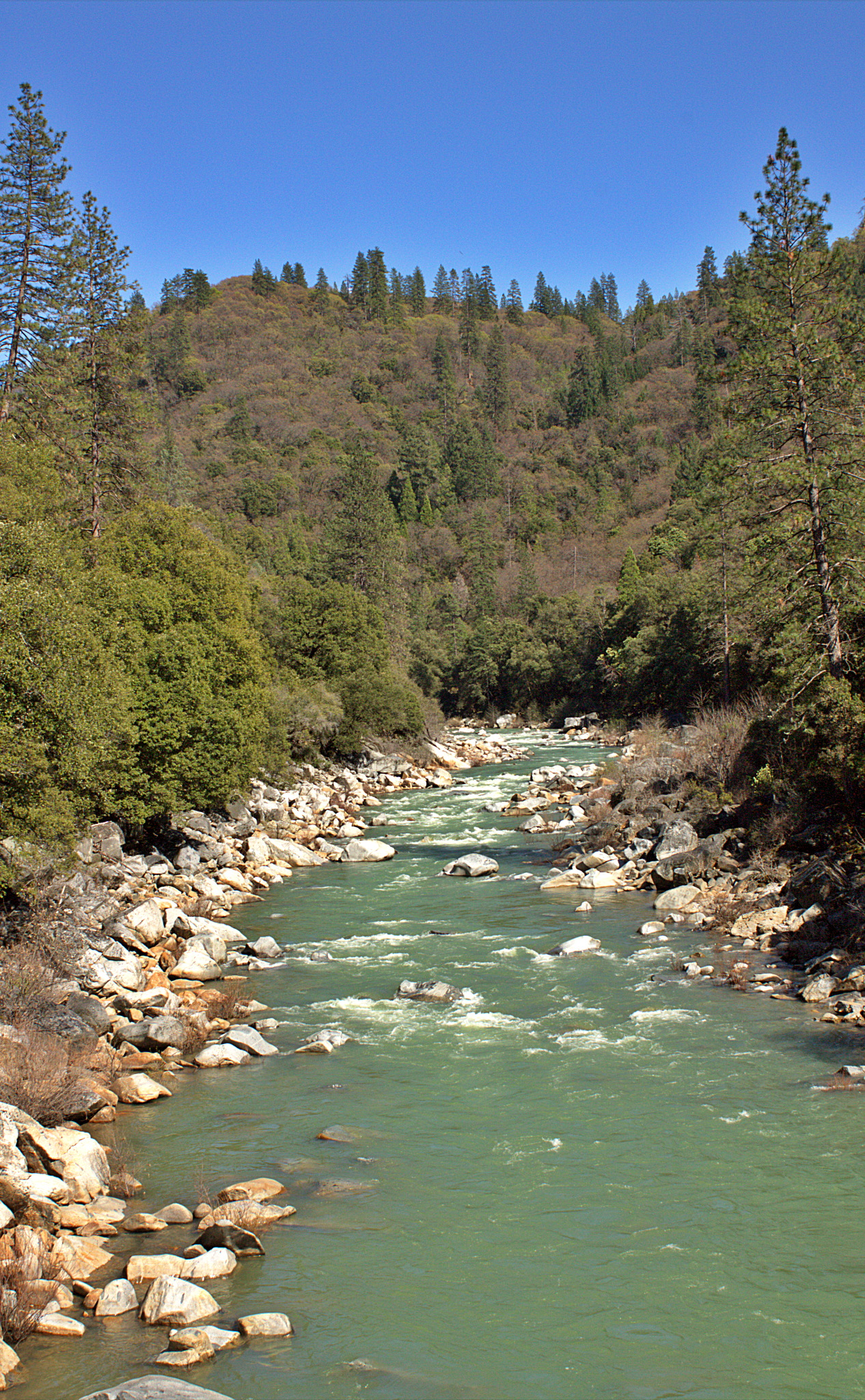
De Yuba in South Yuba River State Park in Nevada County (Californië).

De Yuba (Engels: Yuba River) is een zijrivier van de Feather River, die op haar beurt in de Sacramento-rivier uitvloeit, in de Amerikaanse staat Californië. Het debiet van de Yuba vormt ongeveer een derde van de Feather. De hoofdstroom van de Yuba is zo'n 64 kilometer lang; daarnaast zijn er de North, Middle en South Fork. Waar North en Middle Fork samenkomen, begint - bij wijze van conventie - de Yuba River. Ze mondt in de Feather uit bij Yuba City en Marysville.
Het totale stroomgebied beslaat bijna 3.500 km² op de westelijke flank van het Sierra Nevada-gebergte, alsook een klein deel van de Sacramento Valley.
Zoals de meeste rivieren in Californië zijn er stuwdammen gebouwd op de Yuba-rivier. Hierdoor zijn enkele grote stuwmeren, zoals New Bullards Bar Reservoir en Englebright Lake, ontstaan.

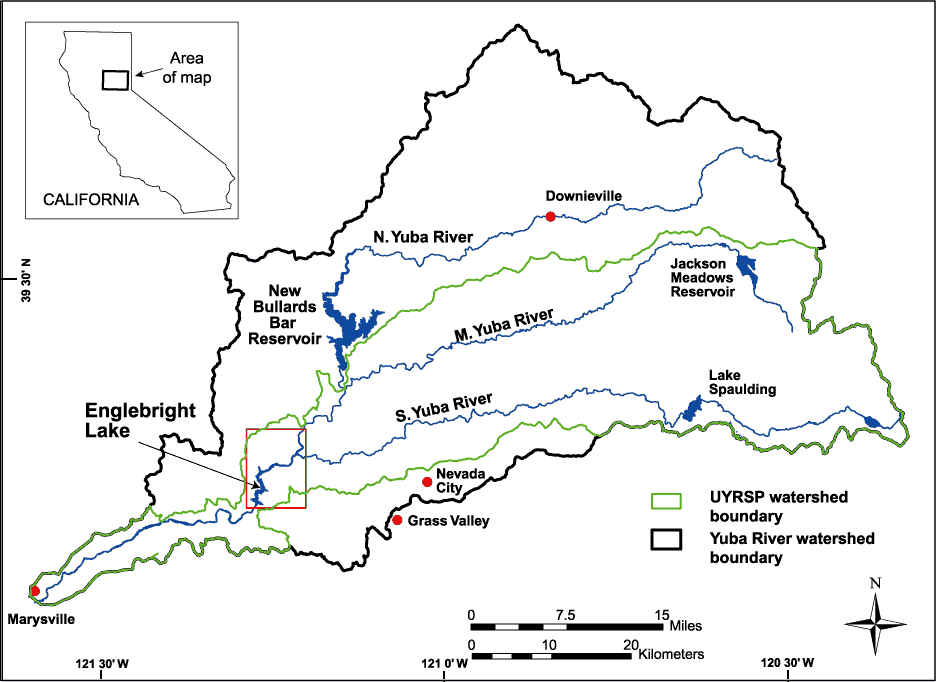
Kaart van het stroomgebied.